# Gymnobisium capense
Espèce
Gymnobisium capense est une espèce de pseudoscorpions de la famille des Gymnobisiidae.

## Distribution
Cette espèce est endémique d'Afrique du Sud. Elle se rencontre au Cap-Occidental et au Cap-Oriental.

## Description
Les mâles mesurent de 2,26 à 2,44 mm et les femelles de 2,94 à 3,14 mm.

## Systématique et taxinomie
Cette espèce a été décrite par Neethling et Neethling en 2023.

## Étymologie
Son nom d'espèce, composé de cap et du suffixe latin -ense, « qui vit dans, qui habite », lui a été donné en référence au lieu de sa découverte, le province du Cap.

## Publication originale
- Neethling & Neethling, 2023 : « A systematic revision of the South African Gymnobisiidae (Pseudoscorpiones: Neobisioidea). » Zootaxa, no 5256(6), p. 501-543.